# Ulrich IV de Wurtemberg
Pour les articles homonymes, voir Ulrich de Wurtemberg.
Ulrich IV de Wurtemberg (1320-1366 au Château de Hohenneuffen (de)) fut comte du Wurtemberg et comte d'Urach avec son frère Eberhard II co-dirigeant avec celui-ci et porta le titre de comte de Wurtemberg de 1344 à 1362.

## Biographie
Il était fils d'Ulrich III, comte du Wurtemberg et de Sophie de Ferrette.
Ulrich IV est resté dans l'ombre de son frère Everhard II à cause de sa personnalité. Il a lutté pour une division des terres du comté, mais a été forcé par Everhard à la suite du traité du 3 décembre 1361, dans lequel il a reconnu l'indivisibilité du territoire. Le 1er mai 1362, il renonça à participer au gouvernement conjoint.
Ulrich a épousé la comtesse Catherine von Helfenstein avant 1350, peut-être en 1348. Le mariage est resté sans enfant.